# Joe Bushkin
Joe Bushkin, (New York, 1916. november 7. – Santa Barbara, 2004. november 3.) amerikai dzsesszzongorista, dalszerző.

## Pályafutása
Joe Bushkin egy csellóművész apa fiaként született, aki állítólag a nagy lengyel zongoraművész, Leopold Godowsky tanítványa volt. Bushkin tízévesen kezdett zongorázni tanulni. tinédzser korában trombitálni is tanult, ami abbamaradt kerékpárbaleset következtében. Felépülése után csatlakozott egy  középiskolai dzsesszazzegyütteshez. Benny Goodman Irving nevű testvérével való barátsága következtében meghívást kapott egy 1931-es Goodman-koncertre. Az elkéső zongorista, Teddy Wilson helyett játszott, és bár Wilson pár perccel a felvétel megkezdése előtt megjelent, Bushkin felbecsülhetetlen értékű kapcsolatokat épített ki.
A híres New York-i Roseland Ballroomban debütált. 19 évesen kötött szerződést Bunny Berigan-nel. Csatlakozott Artie Shaw-hoz Billie Holiday egyik lemezelvételekor. A „Summertime” és a „Billie's Blues” kiemelkedő sikert aratott.
Muggsy Spanier 1939-es klasszikusát, a „Relaxing at the Touro”-t eljátszotta, majd csatlakozott Tommy Dorsey zenekarához. Velük mint 100 lemezt készített. Egyikben-másikban Frank Sinatra és Buddy Rich is benne volt. Joe Bushkin írta az „Oh, Look at Me Now” című dalt is, amely 1941 elején Sinatra első kasszasikerévé vált.
Bushkin 1942-től a következő négy évet az amerikai hadsereg zenekarában trombitálva töltötte. Amikor visszatért New Yorkba, David Rose zeneszerzővel dolgozott, majd 1946-ban Mel Powell helyére került Benny Goodman zenekarában.
1947-ben Bushkin Bud Freeman tenorszaxofonossal turnézott Brazíliában. 1949-ben zeneszerzője volt a „The Rat Race” című filmnek, végül teljes munkaidőben csatlakozott a szereplőgárdához. A következő évben Milt Hinton, Buck Clayton és Jo Jones mellett játszott. 1951-ben Sinatrával dolgozott a New York-i Paramount Theaterben. 1953-ban Angliába öt hónapig játszott, és akkor tért vissza az Egyesült Államokba, amikor csatlakozni tudott a Louis Armstrong & His All-Starshoz.
Joe Bushkin zenekarai az 50-es és 60-as években Manhattan éjszakai szórakozóhelyek meghatározó szereplői voltak. Bushkin és családja 1969-ben Londonba költözött, két évvel később Santa Barbarában telepedett le. 1975-ben Bing Crosby mellett  és kiemelt szólistavolt.
Tüdőgyulladásban halt meg 2004. november 3-án, mindössze négy nappal 88. születésnapja után. 
Joe Bushkin könnyed játéksílusa a klasszikus swing Bunny Berigan és Tommy Dorsey által kialakított, és később a popzenében, a kabarékban és a Broadway-en is követett játékstílusából eredeztethető.

## Albumok
- 1950: I Love a Piano
- 1950: Piano Moods
- 1951: After Hourswith
- 1954: Piano and Rhythm
- 1955: The Jazz Keyboards − compilation with Lennie Tristano, Marian McPartland, Bobby Scott(wd)
- 1956: A Fellow Needs a Girl
- 1956: Midnight Rhapsody
- 1956: At Twilightwith Eddie Heywood
- 1957: Skylight Rhapsody
- 1957: Bushkin Spotlights Berlin
- 1958: Blue Angels
- 1958: Nightsounds
- 1958: I Get a Kick Out of Porter
- 1958: Piano After Midnightwith Buck Clayton
- 1959: Listen to the Quiet
- 1964: In Concert, Town Hall
- 1966: Night Sounds San Franciscowith
- 1977: Play It Again Joe
- 1979: The World Is Waitingwith

### Ruth Brown
- Ruth Brown album (1949, 1956)